# Albert Butterworth
Albert Butterworth (20 tháng 3 năm 1912 – 1991) là một cầu thủ bóng đá người Anh. Là một outside right, ông thi đấu ở Football League cho Manchester United, Blackpool, Preston North End và Bristol Rovers.